# Пшеничники (Калуський район)
Пшени́чники — село в Вигодській громаді Калуського району Івано-Франківської області, що в Україні.
У 1648 році жителі села брали активну участь у народному повстанні, за що їх очікувала кривава розправа після відходу Хмельницького.

## Населення

### Мова
Розподіл населення за рідною мовою за даними перепису 2001 року:
| Мова            | Кількість | Відсоток |
| --------------- | --------- | -------- |
| українська      | 620       | 99.36%   |
| російська       | 2         | 0.32%    |
| білоруська      | 1         | 0.16%    |
| інші/не вказали | 1         | 0.16%    |
| Усього          | 624       | 100%     |